# 深志美由紀
深志 美由紀（みゆき みゆき、1978年5月17日 - ）は、日本の官能小説家。

## 略歴
- 2001年 - 深志いつき名義の『あなたはあたしを解き放つ』で集英社コバルトノベル大賞佳作受賞[1]。
- 2010年 - 『花鳥籠』で第一回団鬼六優秀作受賞[1]。
- 2013年 - 『花鳥籠』が森野美咲の主演で映画化[2]。

## 作品

### 小説

#### 紙書籍
- 深志美由紀『ゆっくり 破って』イースト・プレス、2013年。ISBN 478161020X。
- 深志美由紀『美食の報酬』講談社、2014年。ISBN 4062778912。
- 深志美由紀『花鳥籠』イースト・プレス、2017年。ISBN 4781615171。
- 深志美由紀『怖い話を集めたら 連鎖怪談』集英社、2020年。ISBN 408744094X。
- 深志美由紀『穢したい彼女』ジーウォーク、2020年。ISBN 4867170208。
- 深志美由紀『人妻堕姦の夜』ジーウォーク、2023年。ISBN 4867175412。

#### 電子書籍
- 深志美由紀『呪われた野外性交』KADOKAWA、2012年。
- 深志美由紀『囚われ恋奴 〜あなたのモノになりたい〜』夢中文庫、2013年。
- 深志美由紀『狙われた私 イケメンストーカーに恥辱の公開陵辱』夢中文庫、2013年。
- 深志美由紀『密室に囚われ、前後からオモチャにされて 〜泣いても叫んでも聞こえない〜』夢中文庫、2013年。
- 深志美由紀『いけないイタズラ電話 テレオペ痴漢研修』夢中文庫、2013年。
- 深志美由紀『恥辱の通学電車痴漢 憧れの先生に弄られて』夢中文庫、2013年。
- 深志美由紀『監禁された私 全部の穴を壊れるほど悪戯されて』夢中文庫、2013年。
- 深志美由紀『羞恥の公開痴漢 暗い映画館で、親友の彼氏の指が』夢中文庫、2013年。
- 深志美由紀『監禁狂恋 君を誰にも渡さない』夢中文庫、2013年。
- 深志美由紀『目隠しされて、複数の男に 〜高級ホテルの秘密のサービス〜』夢中文庫、2013年。
- 深志美由紀『奪われた花嫁 〜双子の幼馴染みに無理矢理〜』夢中文庫、2013年。
- 深志美由紀『囚われの調教研修 壊れるほどイかされて』夢中文庫、2013年。
- 深志美由紀『引越し屋さんに襲われた私 荷物の中の大人のオモチャを試されて』夢中文庫、2013年。
- 深志美由紀『図書館で玩ばれて 〜痴漢美少年の甘い指先〜』夢中文庫、2013年。
- 深志美由紀『わたしはあなたのお人形』KADOKAWA、2013年。
- 深志美由紀『まりあ』KADOKAWA、2013年。
- 深志美由紀『溺愛姫 〜私を奪い合わないで〜』夢中文庫、2013年。
- 深志美由紀『ドＳ社長の奴隷 〜我慢できない絶頂ゲーム♡〜』KADOKAWA、2013年。
- 深志美由紀『吸血王子の奴隷姫』KADOKAWA、2013年。
- 深志美由紀『蜜色ストーキング 〜忌まわしの記憶〜』KADOKAWA、2013年。
- 深志美由紀『吸血王子の奴隷姫 2 〜蜜に濡れた誓いの指輪〜』KADOKAWA、2013年。
- 深志美由紀『鬼凌辱の縁結び』KADOKAWA、2013年。
- 深志美由紀『囚われの蜜奴隷 〜ドＳな叔父様に愛されて〜』KADOKAWA、2014年。
- 深志美由紀『年下君のドＳエッチ 〜目隠しローションエステで前後から〜』ソウゴウキカク、2014年。
- 深志美由紀『監禁姫 イケメンハーレム恥辱愛戯』ソウゴウキカク、2014年。
- 深志美由紀『冷たい指先 〜美少女陵辱短編集〜』ソウゴウキカク、2014年。
- 深志美由紀『いじわるエッチ〜店長がドＳとは知らなかった〜』ソウゴウキカク、2014年。
- 深志美由紀『恥辱の狂宴〜ドＳだらけの快感ハプバー〜』ソウゴウキカク、2014年。
- 深志美由紀『堕ちてゆく』ソウゴウキカク、2014年。
- 深志美由紀『息子の恋人』綜合図書、2015年。
- 深志美由紀『背徳の白昼夢』綜合図書、2015年。
- 深志美由紀『初恋の人』綜合図書、2016年。
- 深志美由紀『俺様御曹司の甘い指先 〜家政婦のミカ〜』ハーパーコリンズ・ジャパン、2016年。
- 深志美由紀『冬の肌』綜合図書、2016年。
- 深志美由紀『雪下ろし』綜合図書、2016年。
- 深志美由紀『素足の記憶　上』綜合図書、2016年。
- 深志美由紀『素足の記憶　中』綜合図書、2016年。
- 深志美由紀『素足の記憶　下』綜合図書、2016年。
- 深志美由紀『ウソ…ドS男子と3Pエッチ!?気持ち良すぎて失神しちゃう　1』ソウゴウキカク、2016年。
- 深志美由紀『今夜、妻が犯されます。』ソウゴウキカク、2016年。
- 深志美由紀『誘い込む蜜穴』綜合図書、2016年。
- 深志美由紀『レンズ越しのあやまち』綜合図書、2016年。
- 深志美由紀『禁愛 〜御曹司の異常な寵愛〜』夢中文庫、2016年。
- 深志美由紀『イケパラ☆シェアハウス　天才イケメン“たち”と強制婚約!? イケパラシェアハウス［合本版］』KADOKAWA、2017年。※分冊の電子書籍あり
  - 以下、分冊版の各タイトル
    - イケパラ☆シェアハウス ワンコ系天才プログラマーの一途な求愛
    - イケパラ☆シェアハウス ドＳなミステリー作家の往生際の悪い恋
    - イケパラ☆シェアハウス 優艶なピアニストは甘く淫らに愛を乞う
    - イケパラ☆シェアハウス クールな天才シェフの寡黙な溺愛
- 深志美由紀『はつ恋』大航海、2017年。
- 深志美由紀『蜜罠 盲愛の枷に囚われて』夢中文庫、2017年。
- 深志美由紀『ご主人様の時間』大航海、2017年。
- 深志美由紀『結ばれるふたり』綜合図書、2017年。
- 深志美由紀『【深志美由紀ベストセレクション】恋蜜牢は純潔をからめ乱して』夢中文庫、2017年。
- 深志美由紀『ぐちゃぐちゃに弄ばれて。』ソウゴウキカク、2018年。
- 深志美由紀『バスの中で触られて』綜合図書、2018年。
- 深志美由紀『無修正な彼女』大航海、2018年。
- 深志美由紀『彼女のママが教えてくれる』綜合図書、2019年。
- 深志美由紀『我慢できない嫁』スコラマガジン、2019年。
- 深志美由紀『期間限定の悦蜜同棲 幼馴染の映画俳優に溺愛されて逃げられません』アデュルト社、2019年。
- 深志美由紀『憧れの庭』スコラマガジン、2020年。
- 深志美由紀『階下の秘蜜』スコラマガジン、2020年。
- 深志美由紀『恋する彼とカラダの関係 〜ヤリチン彼氏とＳＥＸの相性が良くて離れられません！〜』アデュルト社、2020年。
- 深志美由紀『義父との逢瀬』スコラマガジン、2020年。
- 深志美由紀『私のセクハラ上司さま』スコラマガジン、2021年。
- 深志美由紀『早朝の誘惑』スコラマガジン、2021年。
- 深志美由紀『違う顔の彼女』スコラマガジン、2021年。
- 深志美由紀『私、夫以外の男に抱かれます』辰巳出版、2021年。
- 深志美由紀『奥様はいじめられたい女王様』辰巳出版、2022年。

### 漫画

#### 紙書籍（漫画）
- 深志美由紀（漫画原作）、阪口ナオミ（作画）『幸福は不幸の種』 上巻、竹書房、2020年。ISBN 4801969526。※分冊の電子書籍あり
- 深志美由紀（漫画原作）、阪口ナオミ（作画）『幸福は不幸の種』 中巻、竹書房、2020年。ISBN 4801969534。※同上
- 深志美由紀（漫画原作）、阪口ナオミ（作画）『幸福は不幸の種』 下巻、竹書房、2020年。ISBN 4801969542。※同上

#### 電子書籍（漫画）
- 深志美由紀（漫画原作）、水口めい（作画）『甘えた男とチョロイン事典〜ダメな君ほど愛しいの【特装版】』夢中文庫、2019年。※分冊の電子書籍あり
- 深志美由紀 （漫画原作）、夜桜左京 （作画）『樹月先生の愛し方は激しくおかしい。～キスして、イかせて、尊んで！？』 第1巻、forcs、2019年。
- 深志美由紀 （漫画原作）、夜桜左京 （作画）『樹月先生の愛し方は激しくおかしい。～キスして、イかせて、尊んで！？』 第2巻、forcs、2019年。
- 深志美由紀 （漫画原作）、夜桜左京 （作画）『樹月先生の愛し方は激しくおかしい。～キスして、イかせて、尊んで！？』 第3巻、forcs、2019年。
- 深志美由紀 （漫画原作）、夜桜左京 （作画）『樹月先生の愛し方は激しくおかしい。～キスして、イかせて、尊んで！？』 第4巻、forcs、2019年。
- 深志美由紀（漫画原作）、志波ひより（作画）『禁愛〜御曹司の異常な寵愛〜』 第1巻、夢中文庫、2019年。※同名小説のコミカライズ
- 深志美由紀（漫画原作）、志波ひより（作画）『禁愛〜御曹司の異常な寵愛〜』 第2巻、夢中文庫、2019年。※同上
- 深志美由紀（漫画原作）、志波ひより（作画）『禁愛〜御曹司の異常な寵愛〜』 第3巻、夢中文庫、2019年。※同上
- 深志美由紀（漫画原作）、志波ひより（作画）『禁愛〜御曹司の異常な寵愛〜』 第4巻、夢中文庫、2019年。※同上
- 深志美由紀（漫画原作）、志波ひより（作画）『禁愛〜御曹司の異常な寵愛〜』 第5巻、夢中文庫、2020年。※同上
- 深志美由紀（漫画原作）、志波ひより（作画）『禁愛〜御曹司の異常な寵愛〜』 第6巻、夢中文庫、2020年。※同上
- 深志美由紀（漫画原作）、つかさき有（作画）『ファーストラブ～不適切な関係～』 第1巻、まんが王国、2022年。
- 深志美由紀（漫画原作）、つかさき有（作画）『ファーストラブ～不適切な関係～』 第2巻、まんが王国、2022年。
- 深志美由紀（漫画原作）、つかさき有（作画）『ファーストラブ～不適切な関係～』 第3巻、まんが王国、2022年。
- 深志美由紀（漫画原作）、つかさき有（作画）『ファーストラブ～不適切な関係～』 第4巻、まんが王国、2023年。
- 深志美由紀（漫画原作）、つかさき有（作画）『ファーストラブ～不適切な関係～』 第5巻、まんが王国、2023年。
- 深志美由紀（漫画原作）、つかさき有（作画）『ファーストラブ～不適切な関係～』 第6巻、まんが王国、2023年。
- 深志美由紀（漫画原作）、つかさき有（作画）『ファーストラブ～不適切な関係～』 第7巻、まんが王国、2023年。
- 深志美由紀（漫画原作）、つかさき有（作画）『ファーストラブ～不適切な関係～』 第8巻、まんが王国、2023年。
- 深志美由紀（漫画原作）、つかさき有（作画）『ファーストラブ～不適切な関係～』 第9巻、まんが王国、2023年。
- 深志美由紀（漫画原作）、つかさき有（作画）『ファーストラブ～不適切な関係～』 第10巻、まんが王国、2023年。
- 深志美由紀（漫画原作）、つかさき有（作画）『ファーストラブ～不適切な関係～』 第11巻、まんが王国、2023年。
- 深志美由紀（漫画原作）、つかさき有（作画）『ファーストラブ～不適切な関係～』 第12巻、まんが王国、2023年。